# George Gordon (botánico)
George Gordon (1806- 1879) fue un botánico inglés. Se integró a la Real Sociedad de Horticultura, como sobrestante de los Jardines de la Sociedad de Horticultura, en Chiswick, cerca de Londres. Luego fue director de los Departamentos Hardy y Hothouse.

## Honores
- Miembro asociado de la Sociedad linneana de Londres, 1841

### Epónimos
- (Arecaceae) Pritchardia gordonii Hodel[1]
- (Asteraceae) Olearia gordonii Lander[2]
- (Brassicaceae) Physaria gordonii (A.Gray) O'Kane & Al-Shehbaz[3]
- (Dryopteridaceae) Ctenitis gordonii (Baker) Copel.[4]
- (Elaeocarpaceae) Elaeocarpus gordonii Tirel[5]
- (Grammitidaceae) Ctenopterella gordonii (S.B.Andrews) Parris[6]
- (Lauraceae) Ocotea gordonii van der Werff[7]
- (Fabaceae) Racosperma gordonii (Tindale) Pedley[8]
- (Melastomataceae) Tessmannianthus gordonii Almeda[9]
- (Mimosaceae) Acacia gordonii (Tindale) Pedley[10]
- (Myrsinaceae) Ardisia gordonii Ricketson & Pipoly[11]
- (Olacaceae) Engomegoma gordonii Breteler[12]

## Algunas publicaciones
Gordon es particularmente citado por su obra sobre coníferas, publicando The Pinetum en 1858, seguido por un Suplemento en 1862 y una completa 2ª edición revisada de The Pinetum en 1875, donde su editor H.G.Bohn agregó un índice y una lista de ítems de sus tres primeros trabajos botánicos del siglo XIX.
Describió muchas nuevas especies de coníferas de especímenes colectados por Karl Theodor Hartweg en México y en California.
- La abreviatura «Gordon» se emplea para indicar a George Gordon como autoridad en la descripción y clasificación científica de los vegetales.[13]